# Svjetska organizacija vodenih športova
Svjetska organizacija vodenih športova (engleski: World Aquatics) krovna je organizacija svih nacionalnih športskih saveza za ove športove: plivanje, skokovi u vodu, sinkronizirano plivanje i vaterpolo. Do 2022. zvala se FINA (francuski: Fédération Internationale de Natation).

## Povijest
Utemeljena je 19. srpnja 1908. za vrijeme Olimpijskih igara u "Manchester Hotelu" u Londonu, od strane izaslanika športskih saveza iz Belgije, Danske, Njemačke, Finske, Engleske, Švedske i Mađarske. Cilj utemeljenja je bio ubrzati ujedinjenje do tada nesređenih plivačkih natjecanja.
Svjetskoj organizaciji vodenih športova pripadaju 183 članska saveza. Sjedište joj je u Laussannei. 
Trenutačni predsjednik (stanje srpanj 2024.) je Husain Al-Musallam iz Kuvajta. Od 1980. do 1984. predsjednik je bio Ante Lambaša iz Šibenika.
Pod Svjetskom organizacijom vodenih športova odigravaju se brojna međunarodna natjecanja, među kojima su od 1973. i plivačka svjetska prvenstva i od 1993. plivačka svjetska prvenstva na 25-metarskim bazenima.

## Vanjske poveznice
- https://www.worldaquatics.com/ Službene stranice